# Costume de la Rome antique

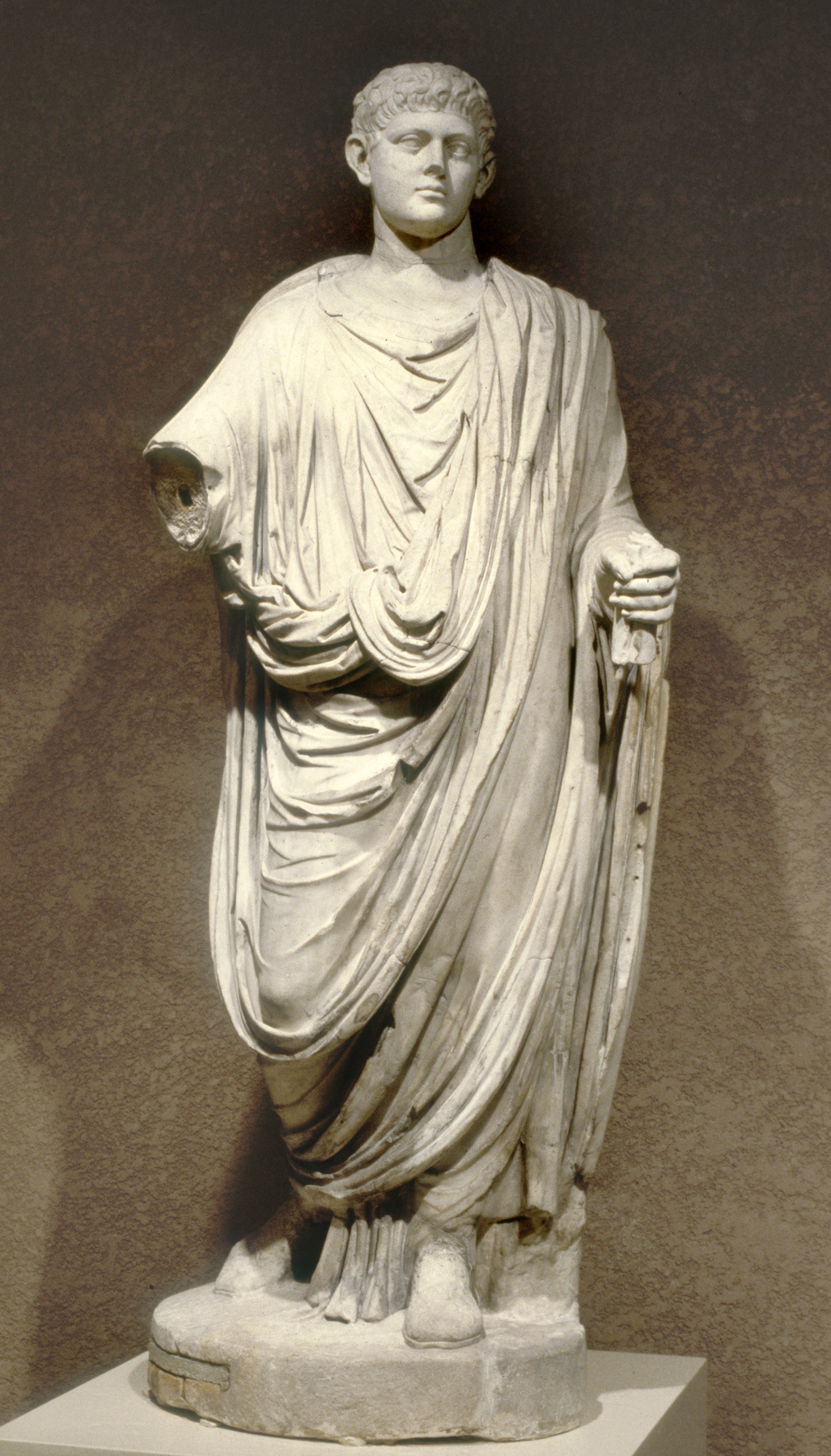
Drapé de la toge : bras droit libre, bras gauche couvert.

La toge, la stola, ou encore les braies font partie des vêtements portés sous la Rome antique. D’après Pline l'Ancien la couleur noire est préférée au rouge. Le jaune était rare et était plutôt utilisé pour  les mariages et pour les vestales.

## Matières premières
Les Romains ont utilisé plusieurs types de fibres différentes. La laine était probablement la plus utilisée, car elle était facilement disponible et relativement facile à préparer. Le lin et le chanvre étaient également utilisés pour créer les tissus, même si leur préparation est plus compliquée que celle de la laine. Certaines sources primaires suggèrent que les Romains utilisaient le coton, mais plus rarement. La soie, importée de Chine, était également connue.
Ces fibres, de natures différentes, devaient être préparées de différentes manières. Selon Forbes, la laine de mouton contenait autour de 50 % d'impuretés graisseuses, la lanoline, les fibres de lin et de chanvre 25 % d'impuretés, la soie environ 19 à 25 %, mais le coton, le plus pur de tous les textiles en contient seulement 6 %
La fibre la plus utilisée, la laine, a sûrement été le premier type de fibre tournée. Les moutons de Tarentum étaient renommés pour la qualité de leur laine, cependant les Romains n'ont cessé d'essayer d'améliorer les races par croisement. Le travail de la laine était effectué par les lanarii pectinarii. L'urine récoltée dans les latrines était utilisée pour le dégraissage de la laine (et le traitement du cuir) : en effet, la lanoline est une substance très odorante, elle doit être lavée avant le peignage de la laine. La préparation du lin et du chanvre est relativement semblable et a été décrite par Pline l'Ancien. Il faut, après la récolte, rassembler les plantes en bottes, les laisser sécher afin de récupérer le grain pour les semailles puis immerger lesdites bottes plusieurs dizaines de jours dans de l'eau afin que l'écorce et le cœur de la fibre se détachent, après le temps nécessaire, les bottes sont sorties de l'eau puis mises à sécher. Une fois sèches, les fibres doivent être brisées mécaniquement (par un maillet), puis elles sont brossées pour que les fibres se détachent et deviennent de la filasse. Ces fibres étaient ensuite filées puis tissées. Le lin et le chanvre sont des fibres résistantes et ont l'avantage d'être thermorégulatrices.

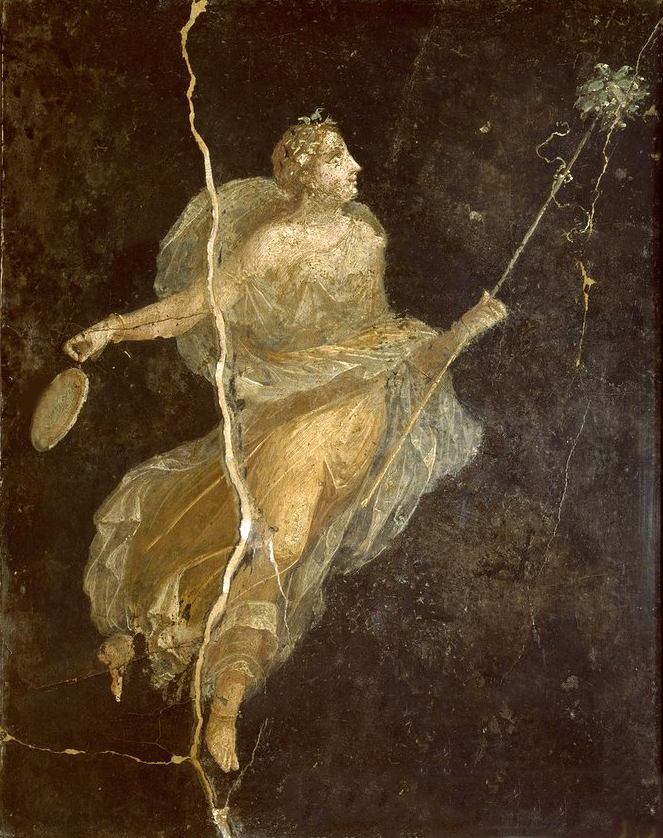
Une ménade portant une robe en soie ; fresque romaine de la Casa del Naviglio à Pompéi, 1er siècle après J.-C.

La soie et le coton étaient respectivement importés de Chine et d'Inde. La soie était rare et chère et réservée aux plus riches et portée par les femmes.
Les Romains devaient apprêter les fibres avant la teinture à l'aide d'un mordant naturel. Le mordant le plus communément accessible car se trouvant aisément en surface était l'alun. Au sujet des couleurs on sait qu'ils utilisaient le murex comme teinture pourpre de Tyr, couleur de l'empereur car très coûteuse à obtenir. Le pastel permettait d'obtenir des teintes du jaune au bleu mais n'était pas très répandu. La garance, meilleur marché, permettait d'obtenir du rouge, du rose. Selon Pline l'Ancien, une couleur noirâtre était préférée à une couleur rougeâtre. Le jaune, obtenu à partir de safran, était cher et était réservé aux vêtements de mariée et aux vestales. De nombreux végétaux (et insectes) comme le lierre, le laurier, le brou de noix, la cochenille, le genévrier, la gaude permettaient d'obtenir de nombreuses nuances allant du marron jusqu'au vert, ou au jaune, rose et violet.
Les découvertes archéologiques montrent des vases grecs dépeignant l'art du tissage. Les auteurs antiques[Lesquels ?] mentionnent l'art du tissage et de la production des fibres. Certains tissus ont survécu des centaines, même des milliers d'années. D'autre part, comme l'habillement est nécessaire, les échantillons découverts sont nombreux et divers. Ces tissus fournissent souvent les informations les plus précieuses sur les techniques employées, sur les teintures utilisées, sur la nature des sols d'origine des fibres et donc sur les routes commerciales utilisées, sur le climat, etc. Les recherches historiques dans le domaine sont très actives car elles permettent de comprendre beaucoup d'aspects de la vie des Romains.
Les tissus employés étaient les mêmes qu'en Grèce, mais les techniques de tissages s'étaient améliorées et les étoffes de lin et de laine étaient d'une plus grande finesse.

## La tannerie
Les Romains savaient obtenir du cuir souple et du cuir dur (en le faisant bouillir) pour créer des armures. Ils savaient teindre leurs cuirs. Leurs outils ressemblaient à ceux du Moyen Âge. Ils connaissaient donc le tannage minéral.
Le cuir était également utilisé pour faire des chaussures de deux types ; les sandales et les bottes.
Les Romains employaient rarement des peaux de chèvres, de porcs ou de moutons surtout ou d'animaux sauvages comme les cerfs. Ils préféraient utiliser le cuir des animaux les plus courants : les bovins. Le cuir plus épais et plus vigoureux était le même utilisé pour faire des semelles.

## Les types de vêtement
Les codes vestimentaires étaient complexes et devaient refléter la classe sociale, le sexe et le langage de chacun.
Nombre de vêtements portés à Rome étaient semblables à ceux portés en Grèce à la même époque, à l'exception de la toge proprement romaine. Jusqu'au Ve siècle av. J.-C. la toge est uni-sexe et sans distinction de rang, à partir de cette époque il était mal vu pour une femme de porter une toge car elle était associée à la prostitution. Seule la qualité de la matière distinguait les toges des riches de celles des pauvres. Les classes supérieures revêtaient des toges de la laine la plus fine dans sa couleur naturelle, alors que celles des classes inférieures étaient en tissus grossiers ou faites d'un feutre mince.
Par-dessus la stola, venait la palla, une pièce de tissu oblongue que l'on pouvait porter en manteau seul ou en manteau avec capuchon, ou encore avec l'extrémité passée sur l'épaule et l'autre drapée sur le bras opposé. 
Les vêtements peuvent être retenus aux épaules ou le long des bras par des fibules.

### La mode féminine

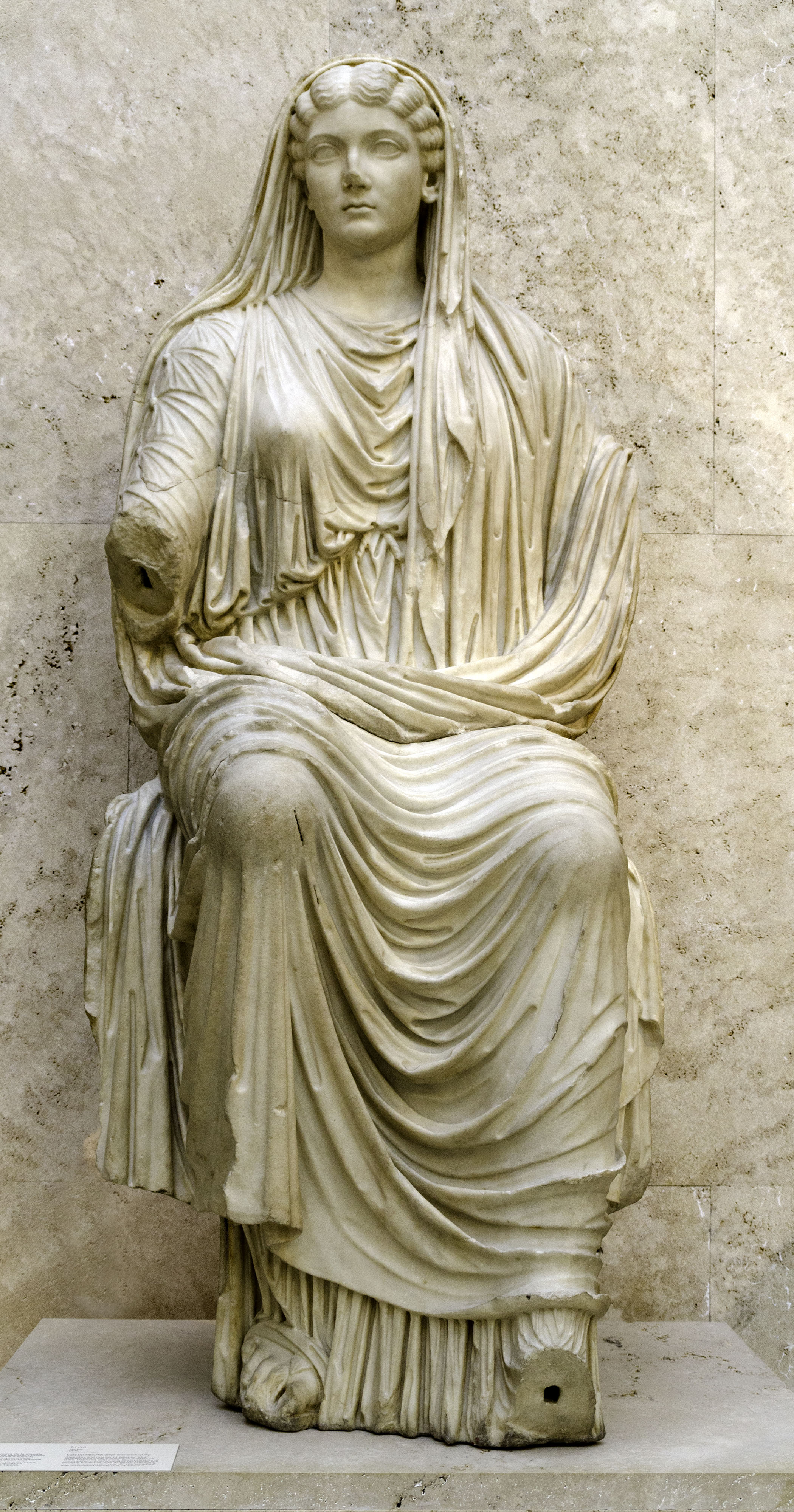
Statue de Livia Drusilla portant une stola et une palla

Comme en Grèce, le vêtement féminin diffère peu du vêtement masculin.
Le vêtement de dessous est la tunique, la stola d'une grande simplicité, plus ou moins identique à son équivalent grec. Elle est composée de deux pièces de laine cousues ou réunies sur un des longs côtés par des fibules, ménageant des passages pour la tête et pour les bras. Elle est resserrée à la taille par une ceinture qui la fait blouser. Cette tunique est assez longue et peut descendre jusqu'aux talons (tunica talaris).
Sur la tunique la femme porte une stola parfois bordée de pourpre et brodée dans le bas.
Cette stola est drapée autour des épaules, ramenée un peu au-dessus de la taille et un pan est porté sur l'avant-bras gauche.
Quand elle sort, la femme drape sur la stola une palla, sorte de très grand châle couvrant les épaules et descendant jusqu'à la taille. En public, ou pour se protéger du soleil, elle peut ramener sur sa tête un pan de la palla.
Les vêtements publics sont souvent en cotonnades, importées des Indes. Vers la fin de la République, les vêtements de soie, se prêtant facilement à toutes les teintures, furent plus courants.
Les Romaines portaient des sous-vêtements, simple rectangle cousu en tube et épinglé sur les épaules comme un chiton. En guise de soutien-gorge, elles portaient sur la tunique (et non pas directement sur la peau) une écharpe roulée en un cordon long et partout de même épaisseur, serrée sous la poitrine, appelée strophium ou fascia pectoralis.

### La mode masculine
Le vêtement de base est, pour les hommes aussi, la tunique ; elle a la même coupe que celle des femmes mais elle est un peu moins large et plus courte (elle s'arrête aux mollets). À la maison, à la campagne, l'homme ne porte que la tunique sur un subligaculum (sorte de pagne).
Il y a deux tuniques spéciales :
1. Le laticlave (tunica lato claudio) portant deux bandes pourpres verticales, larges pour les sénateurs, étroites pour les chevaliers (angustus clavus).
2. La tunique brodée (palmata) portée exceptionnellement (pour les triomphes, par exemple). Les gens humbles, comme les esclaves, sortent en tunique, c'est souvent un vêtement de travail.

Selon la saison, on peut porter deux tuniques (ou plus) superposées. Quand il sort, le Romain porte la toge (du verbe tegere = couvrir). Ce vêtement vient des Étrusques et symbolise la dignité du citoyen. C'est une pièce en laine, d'abord rectangulaire, puis semi-circulaire (allant parfois jusqu'à six mètres de diamètre). La draper avec élégance représente une opération longue et délicate, nécessitant une aide. Elle est de couleur blanche mais jaune pour les augures.

### Les vêtements d'apparat
Le candidat à une élection porte une toge blanchie à la craie (candida). Sous l'Empire apparaît la mode des toges de couleurs.
Les différentes sortes de toges sont les suivantes :
- La toge prétexte (toga praetexta), toge bordée de bande de pourpre portée par les enfants jusqu'à l'âge de dix sept ans et les magistrats lors des cérémonies officielles.
- La toge picte (toga picta ou toga palmata), toge pourpre bordée d'or portée par les Généraux lors de leur triomphe et par l'Empereur.
- La laena est une robe d'apparat de la Religion romaine portée par le Roi et les flamines lors des sacrifices.
- La trabée (trabea) est une toge d'apparat. Entièrement pourpre elle est portée par les statues des Dieux et des Empereurs. Safran, elle est portée par les Augures ; blanche à bande pourpre, elle est portée par les consuls lors des fêtes publiques et par les chevaliers lors des transvectio. Dépliée, elle mesure 5 mètres de long !
- La crocota est un vêtement féminin couleur safran porté par les prêtresses de Cybèle.

### Les chaussures romaines
Les fouilles archéologiques ont montré qu'il existait une grande variété de chaussures à l'époque romaine. La plupart des modèles spécifiques proviennent de deux modèles grecs : ypodemata, chaussures recouvrant entièrement le pied, montant parfois jusqu'au milieu de la jambe, et pedita, sandales constituées d'une semelle. Marqueur social, elle est portée avec des semelles en argent ou en or massif par les riches patriciens tandis que les plébéiens portent des sabots ou de rustiques souliers à semelles de bois et les esclaves marchent les pieds nus enduits de craie ou de plâtre.

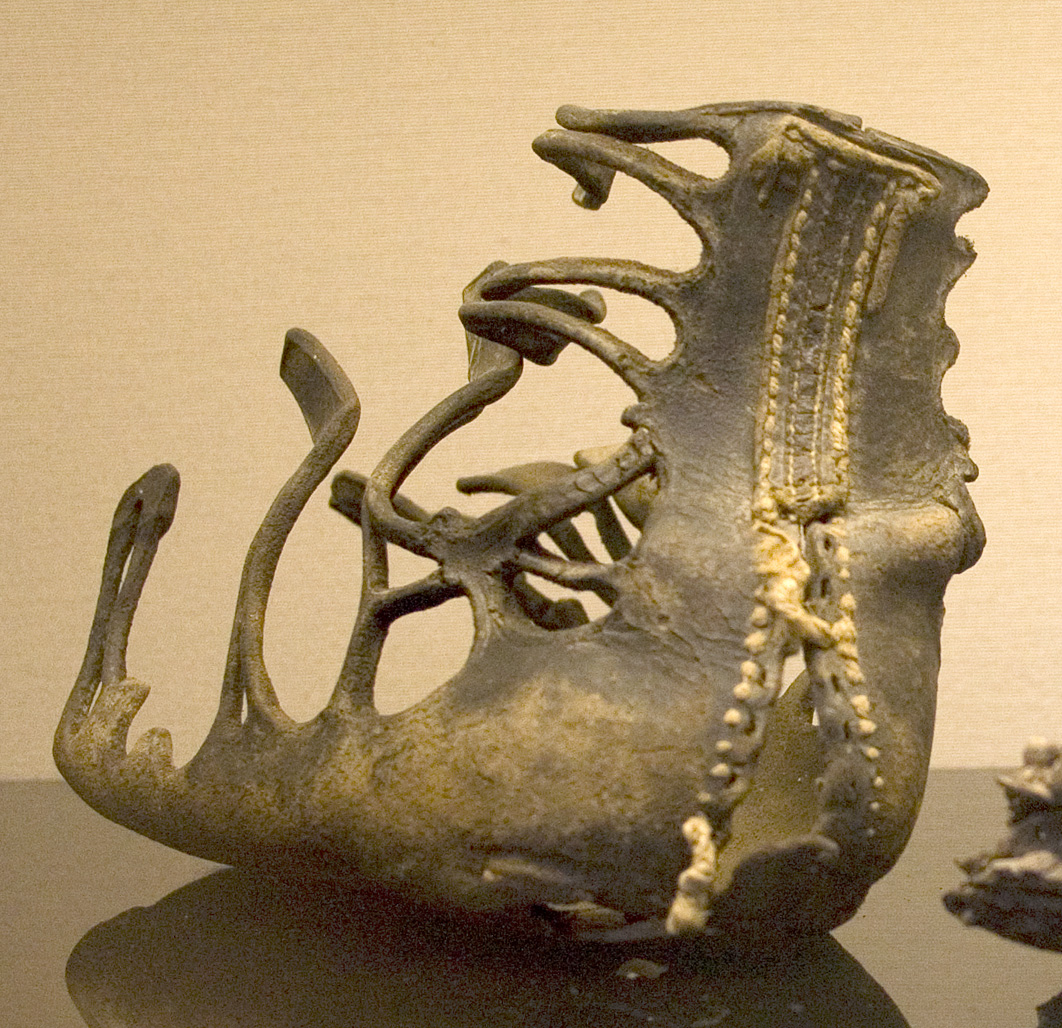
Un original de la caliga trouvé à Qasr Ibrim, Égypte, c. 1er siècle avant J.-C. – 1er siècle après J.-C.

Une chaussure romaine typique laisse toujours une partie du pied exposée. Les deux chaussures les plus portées sont des sandales : la solea, sandale domestique formée d'une simple semelle, et le calceus (en) (ou calceolus pour les femmes), chaussure de ville couvrant le pied entier, qui se compose d’une semelle de cuir, parfois munie de larges courroies s'enroule autour de la cheville ou du mollet. Fermés systématiquement, les calcei cloutés sont les chaussures du citoyen romain. les chaussures les plus sophistiquées sont portées par les hommes. On suppose que les chaussures de femmes se reconnaissent par la finesse et la légèreté de leur cuir. 
On dénombre :
- la baxa, une sandale légère en végétaux (papyrus) portée par les intellectuels.
- la carbatina, une chaussure de paysan fabriquée en une seule pièce de cuir.
- la caliga, chaussure des soldats.
- la calceus, soulier fermé (parfois bottine basse) porté par les aristocrates.
- le cothurnus et la crepida, utilisés par les acteurs.
- la pero, botte pour les travaux agricoles.
- le sandalium ou obstrigilium, est une sorte de mule sans talon.
- le phaecasium, chaussure blanche des prêtres orientaux.
- les sculponae sont des sabots ; chaussures rustiques que Caton recommande de fournir tous les deux ans aux esclaves qui travaillent aux champs[13].
- le soccus, pantoufle sans lanière pour l'intérieur portée par hommes et femmes.
- la solea, sandale ouverte en cuir ou en natte, attachée au pied avec une lanière entre un orteil (solea basse) ou avec quelques lanières de cuir liées autour de la cheville (solea montante).

## La coiffure

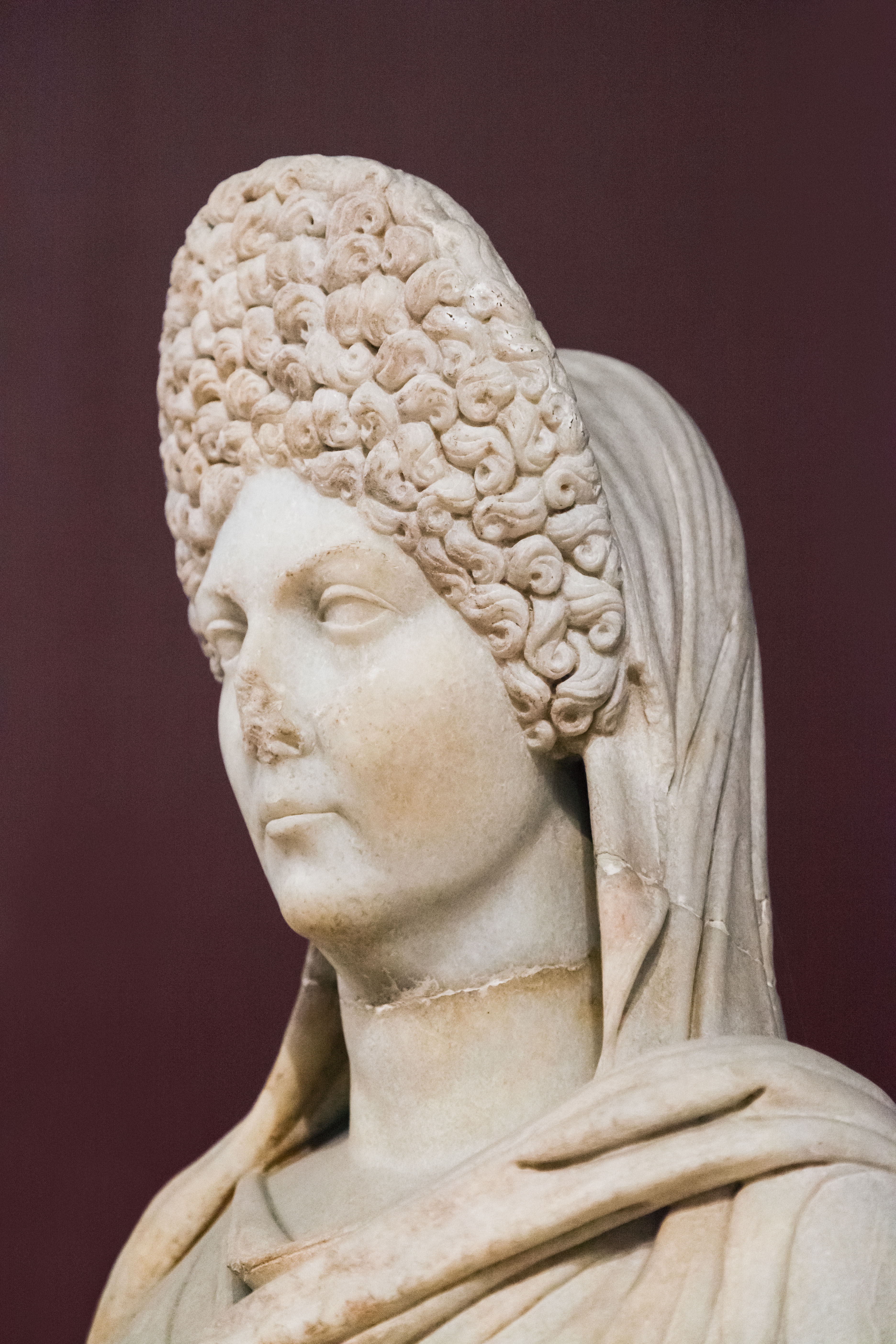
Statue romaine d'une femme à la coiffure élaborée (Aphrodisias, IIe siècle après J.-C.)

Pour sortir, les femmes portent souvent un voile sur la tête et s'abritent sous une ombrelle. Leur couvre-chef peut être une mitra, sorte d'écharpe munie à ses deux extrémités de cordons servant à la nouer. Les femmes âgées ou les personnes de santé délicate portent un palliolum, pièce d'étoffe carrée, pliée en deux et ajustée sur la tête comme un voile ou un bonnet. Enfin existait le reticulum, sorte de résille qui enfermait les cheveux. Lorsque la coiffure était l'œuvre d'une coiffeuse (nommée ornatrix), elle devenait le symbole d'une existence particulièrement luxueuse.
La calvitie était très mal vue a cette époque car seulement les esclaves avaient la tête rasée.
Pourtant, Jules César ne cachait pas sa calvitie.

## Maquillage
Ils furent d'abord réservés aux femmes de petite vertu mais, très vite, toutes les femmes romaines les utilisèrent : fards pour les joues, les cils, le tour des yeux. Tous ces fards sont contenus dans des petits flacons appelés « pyxides ». Ovide a d'ailleurs consacré une élégie aux cosmétiques, même s'il s'agit plus d'un exercice plaisant que d'un véritable traité pratique. Les femmes romaines se blanchissaient le visage avec du blanc de céruse, de la craie ou de l'arsenic. Elles utilisaient aussi du plomb en guise de fard.

## Les accessoires

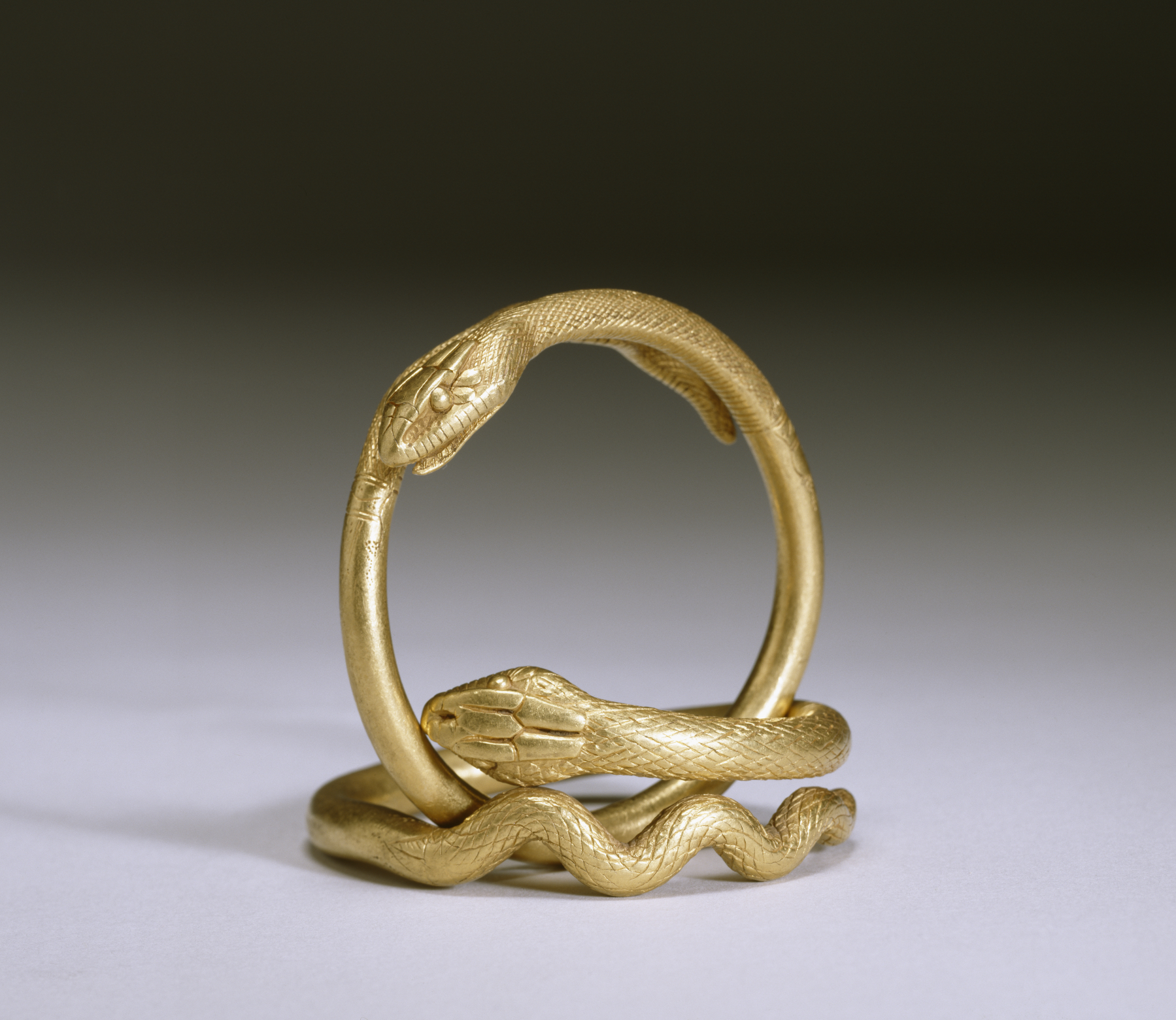
Les bracelets serpent en or massif, parmi les types de bijoux romains les plus populaires.

Les Romaines portent de nombreux bijoux, imitant le goût des femmes étrusques. Elles aiment les pierres précieuses et surtout les perles et exigent des bijoux de plus en plus précieux : diadèmes, boucles d'oreilles, colliers, pendentifs, bracelets, chevillères et bagues qui sont portées à tous les doigts et au niveau des phalanges. L'émeraude connaît une faveur particulière, mais on porte aussi des perles en pâte de verre. Des bracelets, en forme de serpents rappellent la connotation positive qu'à cet animal dans la Rome antique. Les hommes portent également des bagues, marquant leur appartenance à l'ordre équestre. Les amulettes sont nombreuses. Parmi les pendentifs, les bijoux en forme de phallus sont portés par tous. Les petits garçons portent autour du cou la bulla, un petit collier de cuir ou de métal dans lequel on place des amulettes pour les protéger.